# Copertino
Copertino o Cupertino es una localidad italiana de la provincia de Lecce, región de Puglia, con 24.377 habitantes.

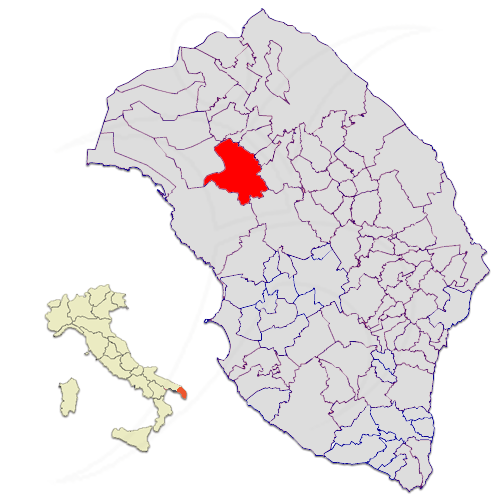
Ubicación de la ciudad de Copertino dentro de la provincia de Lecce.

### Arquitectura religiosa

#### Basílica de Santa Maríaad Nives

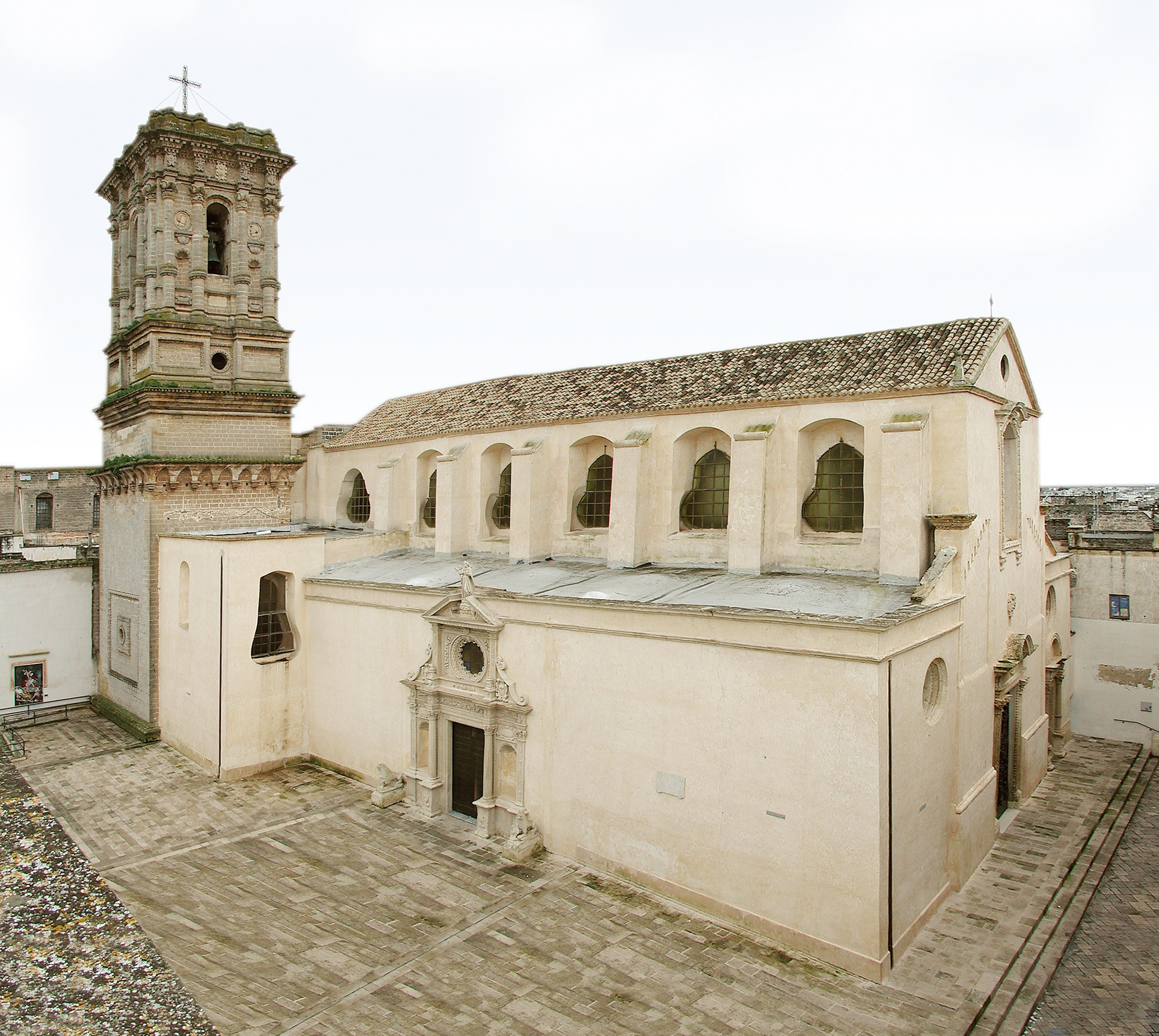
Basilica pontificia de Santa María ad Nives

La basílica de Santa Maria ad Nives fue construida en 1088 por el conde Godofredo el Normando y estaba dedicada a la Virgen de la Asunción. En 1235, Manfredo, príncipe de Tarento y conde de Copertino la elevó a basílica regia, dándole la nueva advocación de la Virgen de las Nieves.

### Arquitectura militar

#### Castillo

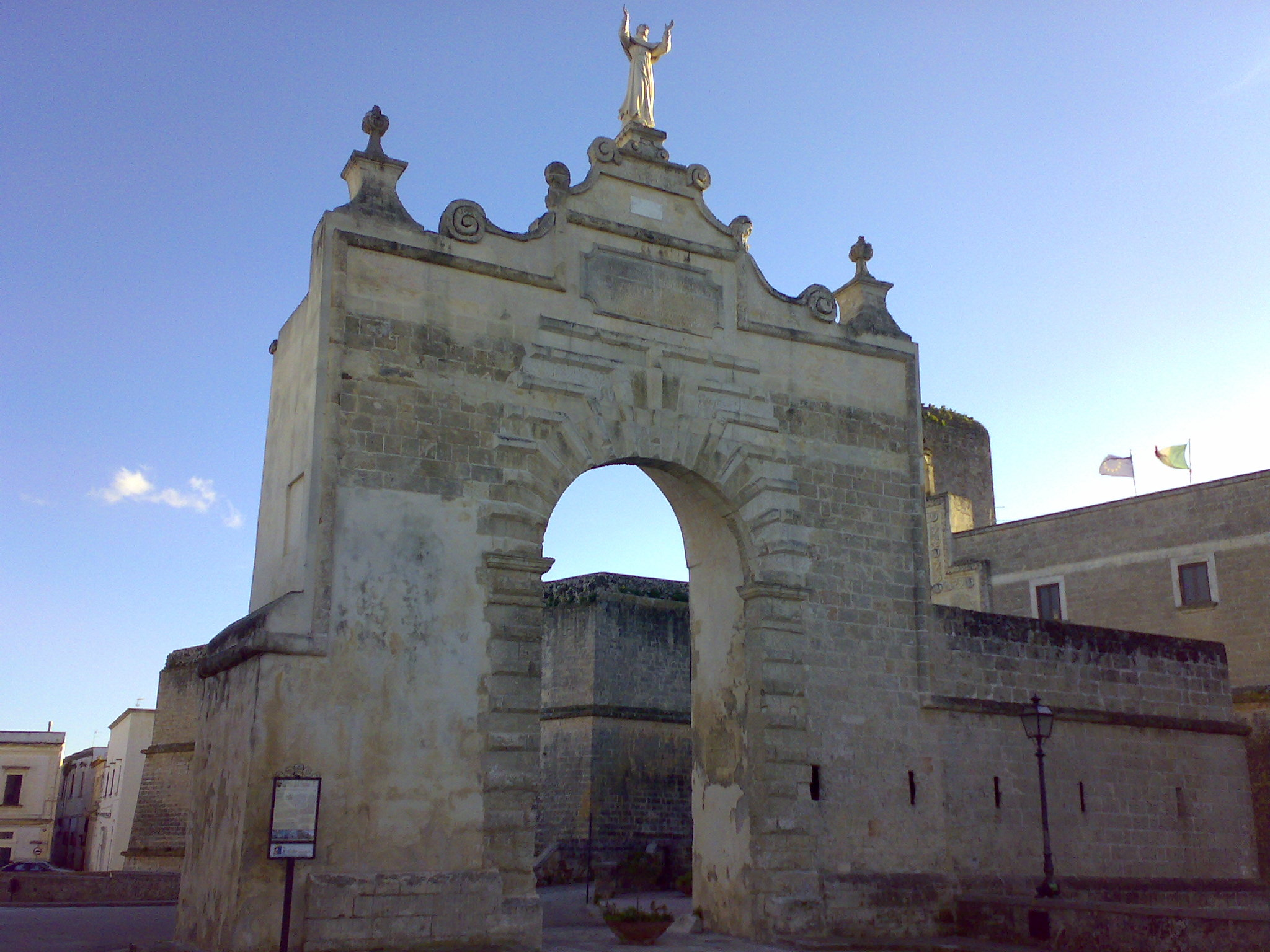
Puerta de San José

El castillo actual, diseñado por el arquitecto Evangelista Menga a instancias de Alfonso Castriota y terminado en 1540, época española, incorpora una fortaleza construida en época normanda y ampliada posteriormente por los angevinos.
Presenta una planta cuadrangular en cuyos vértices se alzan cuatro poderosos bastiones en forma de lanza. A lo largo del perímetro hay noventa aspilleras distribuidas en tres órdenes y separadas por una cornisa con cordones. Desde el exterior, se distingue la torre del homenaje, construida en el siglo XIII, a base de escarpas. La portada monumental está llena de elementos decorativos  esculpidos en calcarenita local y estuco. En el patio interior discurren enormes galerías que conectan las murallas. A la izquierda está el pórtico Pinelli-Pignatelli. A la derecha, la capilla de San Marcos, enteramente pintada al fresco por el pintor manierista Gianserio Strafella. Su interior está ocupado por estancias residenciales del siglo XVI y una capilla aristocrática dedicada a Santa María Magdalena, con frescos del siglo XV, descubiertos durante las obras de restauración. En 1886 el castillo fue declarado monumento nacional y desde 1955 sometido a normas de protección.

#### Puertas de la ciudad vieja

##### Puerta de San José
En 1430 fue el conde Tristán de Claramonte quien hizo erigir el primer perímetro amurallado de Copertino, y esta puerta, originalmente llamada Puerta del Castillo, representó la única vía de acceso a la ciudad durante un siglo. En el siglo XVII, según los cánones de la Contrarreforma, el interior fue completamente pintado al fresco con figuras de santos, entre ellos San Oronzo. En 1754, con motivo de la beatificación de San José, el alcalde, Giulio Cesare Lezzi, la transformó en arco de triunfo en honor del beato conciudadano.

##### Puerta del Malassiso
Hasta 1895, en el lugar de la columna votiva de San Sebastián se alzaba la antigua Puerta de Malassiso, la segunda después de la Puerta del Castillo, construida tras la reconstrucción y ampliación de las murallas de la ciudad por Alfonso Castriota en 1540. En lo alto de esta puerta se encontraba la estatua de San Sebastián, primer protector de la ciudad, del siglo XVII. Tras su derribo, la estatua se conservó en la cercana iglesia de los Padres Dominicos y volvió a colocarse en la actual columna en 1925.

## Personajes de Copertino

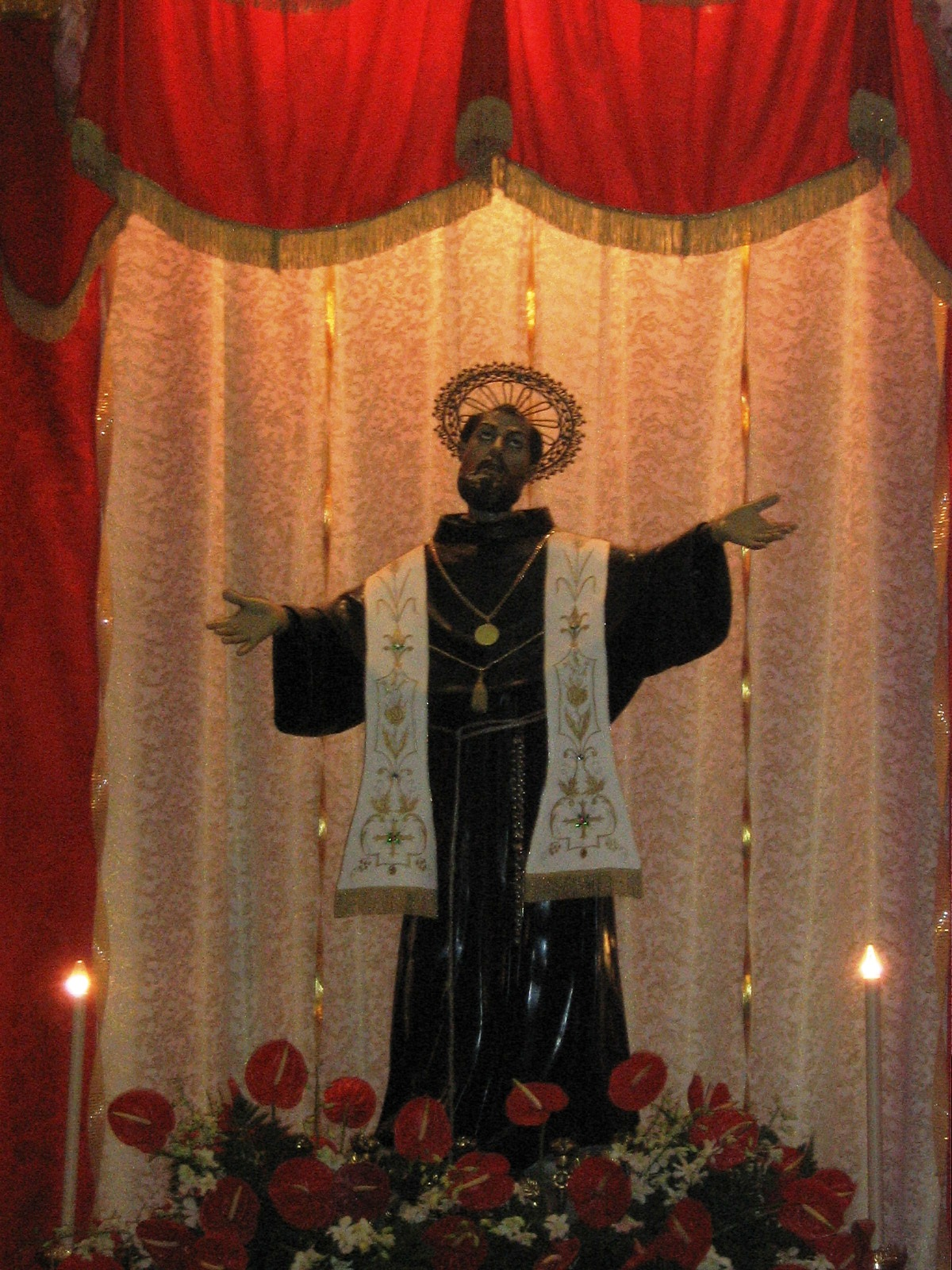
Estatua de San José de Copertino

- José de Cupertino (1603–1663), místico y santo.
- Cristina Conchiglia (1923-2013), sindicalista y alcalde emérito de Copertino
- Giuliano Sangiorgi (1979), cantante de Negramaro.
- Adriano Pappalardo (1945), cantante.
- Beatrice Rana (1993), pianista.

## Evolución demográfica
| Gráfica de evolución demográfica de Copertino entre 1861 y 2001 |
|                                                                 |
| Fuente ISTAT - elaboración gráfica de Wikipedia                 |